# SourceForge
SourceForge — система совместной разработки компьютерных программ. Программное обеспечение SourceForge разрабатывается и продаётся компанией CollabNet.
Один из самых больших в мире веб-сайтов для разработчиков открытого программного обеспечения, SourceForge.net — использует систему SourceForge.
На основе SourceForge версии 2.5 построен портал BerliOS.
Вплоть до версии 2.5 система SourceForge имела открытый исходный код, однако затем VA Software сделала SourceForge проприетарным продуктом. В ответ на это проект GNU открыл собственный веб-сайт для совместной разработки — GNU Savannah. Программное обеспечение для него является «форком» версии 2.0 и называется Savane. Ещё один свободный форк SourceForge — GForge.
24 апреля 2007 года VA Software передала права на распространение SourceForge компании CollabNet.